# Siren
Siren é uma gênero de salamandras aquáticas da família Sirenidae.

## Espécies
- Siren intermedia Barnes, 1826
- Siren lacertina Österdam, 1766
- Siren reticulata Graham, Kline, Steen, and Kelehear, 2018[1]